# Neuromàrqueting
El neuromàrqueting consisteix en l'aplicació de tècniques neurocientífiques (ressonàncies magnètiques, electroencefalogrames, seguiment ocular, etc.) per a estudiar els efectes que la publicitat i altres accions comunicatives tenen en el cervell humà, amb la intenció de poder arribar a preveure (i potser, a la llarga, dirigir) la conducta del consumidor.
El neuromàrqueting utilitza mesuraments biomètrics com l'activitat cerebral (en les diferents parts del cervell), el ritme cardíac, la resposta galvànica de la pell, entre d'altres, dels individus estudiats per obtenir-ne les respostes a diferents estímuls. Aquesta tècnica permet evitar tot el risc d'error, d'omissió o d'engany que eren possibles en les tècniques d'investigació de mercat convencionals: les dades són molt més fiables.
Les neurociències també permeten esbrinar l'atenció que els individus analitzats posen en un anunci segon a segon i pla a pla. D'aquesta manera, els creatius publicitaris poden prendre decisions sobre quins plans conservar i quins canviar, i si cal afegir seqüències noves.

## Història
El neuromàrqueting és un concepte que parteix de la base del màrqueting amb la incorporació de la neurociència i de la neuropsicologia gràcies als avenços que es van produir durant la decada de 1990 anomenada també "dècada del cervell".
Aquests anys van suposar un gran canvi quant a coneixement sobre el sistema nerviós gràcies a un document produït el gener del 1989 pel Consell Assessor Nacional de l'Institut de Trastorns Neurològics dels Estats Units d'Amèrica. El document va produir l'interès de polítics parlamentaris fent així que és crees un compromís per la investigació del sistema nerviós.
El 1990 Murray Goldstein va indicar que els objectius de la "dècada del cervell" eran factibles però no hi havia el finançament suficient del Congrés per dur-ho a terme. Amb tot i això, la proposta de la "dècada del cervell" no va esperar aquest finançament i els promotors principals van transformar els organismes per adequar-se els nous objectius. Un exemple va ser la National Foundation for Research, ja que va passar a ser la National Foundation for Brain Research per promoure investigació en neurociències tant bàsiques com clíniques.
Aquesta proposta es va anar expandint a diversos països i això va suposar un gran avanç cap al nou coneixement del sistema nerviós. Malauradament, a Espanya el govern, no va acceptar aquesta proposta i no va recolzar el programa i les activitats de la "dècada del cervell" . Però, per sort la Societat Espanyola de Neurologia va crear un comitè especial Decada del Cerebro per dur a terme les determinades accions.
A conseqüència d'aquesta proposta es va poder crear el concepte que coneixem actualment del neuromàrqueting que va ser descrit fa relativament poc degut a l'establiment de les primeres empreses de neurociència aplicades al consum.
Gerald Zaltman està associat amb un dels primers experiments en neuromàrqueting. A finals de la dècada de 1990, tant Gemma Calvert (Regne Unit) com Gerald Zaltman (EUA) Havien establert empreses de neurociència del consumidor. El professor de màrqueting Gerald Zaltman va patentar la tècnica d'elicitació de metàfores de Zaltman (ZMET) en la dècada de 1990 per vendre publicitat. ZMET va explotar el subconscient humà amb conjunts d'imatges especialment seleccionades que provoquen una resposta emocional positiva i activen imatges ocultes, metàfores que estimulen la compra. Els collages gràfics es van construir sobre la base d'imatges detectades, que estableixen les bases dels comercials. ZMET va guanyar ràpidament popularitat entre cents d'importants empreses-clients, incloses Coca-Cola , General Motors , Nestlé i Procter & Gamble. Zaltman i els seus associats van ser emprats per aquestes organitzacions per investigar exploracions cerebrals i observar l'activitat neuronal dels consumidors. El 1999, va començar a utilitzar imatges de ressonància magnètica funcional (fMRI) per mostrar correlacions entre l'activitat cerebral del consumidor i els estímuls de màrqueting. Els mètodes d'investigació de mercats de Zaltman van millorar la investigació psicològica utilitzada en eines de màrqueting.
El terme "neuromarketing" es va publicar per primera vegada el 2002 en un article de BrightHouse, una empresa de màrqueting amb seu a Atlanta. BrightHouse va patrocinar investigacions neurofisiològiques (funcionament del sistema nerviós) en divisions de màrqueting; van construir una unitat de negocis que utilitzava escàners de ressonància magnètica funcional amb finalitats d' investigació de mercat. La firma va atreure ràpidament crítiques i desaprovació respecte al conflicte d' interessos amb la Universitat d' Emory, que va ajudar a establir la divisió. Aquesta empresa va desaparèixer de l' atenció pública i ara treballa amb més de 500 clients i empreses de productes de consum. El " Reto de Pepsi ", una prova a cegues de Coca-Cola i Pepsi, va ser un estudi realitzat el 2004 que va cridar l'atenció sobre el neuromàrqueting. El 2006, el Dr. Carl Marci (EUA) va fundar Innerscope Research, que es va centrar en la investigació del neuromàrqueting.
La investigació d'Innerscope va ser adquirida més tard per Nielsen Corporation el maig del 2015 i va passar a dir-se Nielsen Consumer Neuroscience. El Fons Exploratori d'Investigació del Consumidor (CREF) d'Unilever també havia publicat llibres blancs sobre les aplicacions potencials del neuromàrqueting.

## Conceptes
El Neuromàrqueting és una disciplina que té com a funció investigar i estudiar els processos d'activació cerebral i resposta fisiològica de les conductes i presa de decisions dels consumidors en els camps d'acció del màrqueting tradicional (intel·ligència de mercat, disseny de productes i serveis, comunicacions, preus, branding, posicionament, targeting, canals i vendes).D'aquesta manera, es pot conèixer millor el consumidor, què es el motiva a prendre la millor presa de decisió al comprar o consumir un producte o servei; independentment del producte que es vulgui vendre o el tipus de consumidor al qual va dirigit.
Els crítics de la disciplina afirmen que es podria arribar a controlar les decisions de consum del client, i que aquestes tècniques poden considerar-se invasives per a la intimitat de les persones, en poder arribar a orientar les emocions personals cap a productes del mercat. Així mateix, es critica que algunes empreses dedicades al Neuromàrqueting proveeixen "datos imprecisos y exiguos sobre las limitaciones de sus tecnologías, de sus campos de desempeño, validaciones y proyecciones." Segons Le Monde diplomatique, es tractaria de l'última versió de la percepció subliminar, que tractaria d'impregnar un cervell de publicitat sense que la persona pugui adonar-se'n.
Una major comprensió de la cognició i el comportament humans ha portat a la integració de les ciències biològiques i socials: el neuromàrqueting, un mètode recent utilitzat per comprendre els consumidors. La investigació d'aquest es duu a terme al voltant de les motivacions implícites per comprendre les decisions dels consumidors mitjançant mètodes no invasius de mesurament de l'activitat cerebral. Aquests inclouen electroencefalografia (EEG), magnetoencefalografia (MEG) i imatges de ressonància magnètica funcional (fMRI), seguiment ocular, mesures de resposta electrodèrmica i altres tecnologies neurològiques. Els investigadors examinen i aprenen com responen i se senten els consumidors quan se'ls presenten productes i / o estímuls relacionats. Les observacions poden correlacionar-se amb les emocions i interaccions socials suposades dels participants. Els investigadors de mercat utilitzen aquesta informació per determinar si els productes o anuncis estimulen respostes al cervell vinculades amb emocions positives. Per tant, el concepte de neuromàrqueting contribueix a estudiar les emocions humanes rellevants i els patrons de comportament associats amb productes, anuncis i presa de decisions. Proporciona models de comportament del consumidor i també pot ser útil per reinterpretar la investigació existent. Presenta la teorització dels aspectes emocionals del comportament del consumidor.
El comportament del consumidor investiga tant les eleccions conscients d'un individu com els nivells d'activitat cerebral subjacent. Per exemple, els processos neuronals observats proporcionen una predicció més precisa de les dades a nivell de població en comparació amb les dades autoinformades.
El neuromàrqueting pot mesurar els impactes de la marca i les estratègies de mercat abans d' aplicar-les als consumidors objectiu. Els especialistes en màrqueting poden anunciar el producte perquè es comuniqui i satisfaci les necessitats dels consumidors potencials amb diferents prediccions d'elecció.
El neuromàrqueting també s'utilitza amb Big Data per comprendre els canals publicitaris moderns, com les xarxes socials , el comportament de recerca i els patrons de participació en el lloc web. Agències com Darling ajuden les organitzacions a utilitzar aquest tipus de neurociència en el seu màrqueting per comunicar-se millor amb els consumidors a nivell subconscient.

## Eines de la Neuromercadotècnia
Dins de les possibles tècniques de neuromàrqueting trobem la conductància elèctrica de la pell (EDA), l'electromiografia (EMG), la taxa cardíaca (HRV), l'amplitud toràcica (RESP), l'electrocardiograma (ECG), l'electroencefalograma (EEG), el seguiment d'ulls (Eye-tracking) o la Ressonància Magnètica Funcional (fMRI). Tot i que fa anys s' utilitzaven de forma aïllada en àmbits de recerca específics, actualment la tendència és la integració multisensorial o multimodal. Aquestes tecnologies de forma difícilment aconsegueixen els nivells òptims de rigorositat per aportar conclusions clares en l' àmbit empresarial, es per això que s'utilitzen sempre de forma combinada, per obtenir informació per diverses fonts, i després creuar-la per obtenir conclusions. A més, posteriorment, se solen integrar i combinar amb tècniques d'investigació convencional.
N'hi ha d'altres que no estan avalades per la comunitat científica com és el reconeixement facial d'emocions o alguns tipus d'electroencefalogrames, a causa de la seva falta de validació científica o de realitzar abstraccions massa complexes que no poden obtenir directament de les mesures fisiològiques sense el context, per exemple: la conclusió que un producte genera "felicitat", essent el concepte de felicitat dependent del context en què s'emmarqui.
Un problema al qual s'enfronten totes les eines de neuromàrqueting és mantenir l'ecologia de l'estudi i obtenir l'acceptació de l'usuari. Antigament s'utilitzaven tecnologies dissenyades per a àmbits mèdics i d'investigació en neurociències (Leon), que és molt problemàtic per mantenir el comportament natural del consumidor. És per això que algunes empreses estan dissenyant laboratoris per a neuromàrqueting amb equips fiables però còmodes i ergonòmics per a l'usuari, i incorporant protocols experimentals estàndards validats científicament.
Un altre aspecte important sobre l'ús d'aquestes tècniques és tenir en compte la variació inter- i intrapersonal. És a dir, l'activitat fisiològica dels éssers humans canvia en el moment en què es realitza la prova, i depèn del context en què s'estigui duent a terme. És per això que a dia d'avui les tecnologies integren moderns procediments de reconeixement de patrons per aprendre i tenir en compte aquesta variabilitat en les mesures.
Un dels exemples del neuromàrqueting portat a la pràctica són els vídeos animats: connecten amb els records primigenis de l'espectador creant una connexió més eficaç i augmentant les probabilitats que la reacció sigui positiva.

## Segmentació i posicionament
Basat en el concepte de processament de decisions de neuromàrqueting proposat, les decisions de compra dels consumidors es basen en el processament del Sistema 1 (cervell emocional) o del Sistema 2 (cervell racional) o dels dos cavalls i un carro de Plató. El pensament del Sistema 1 és intuïtiu, inconscient, sense esforç, ràpid i emocional. En contrast, les decisions impulsades pel Sistema 2 són deliberades, raonament conscient, lentes i laboboses. Zurawicki diu que les decisions de compra estan determinades per l'estat d'ànim i les emocions; concloent que les compres compulsives o espontànies són impulsades pel Sistema 1.
Els joves representen una alta proporció de compradors en moltes indústries, inclòs el mercat de l'electrònica i la indústria de la moda. A causa del desenvolupament de la maduració cerebral, els adolescents estan subjectes a una forta reacció emocional, tot i que poden tenir dificultats per identificar l'expressió emocional dels altres. Els especialistes en màrqueting poden utilitzar aquesta informació neuronal per dirigir-se als adolescents amb missatges més breus i cridaners (utilitzant diversos mitjans, com so o imatges en moviment) i aquells que poden influir clarament en les seves expressions emocionals. Els adolescents depenen de més "instints" i no pensen completament en les conseqüències, per la qual cosa són principalment consumidors de productes basats en l'emoció i l'impuls.
A causa d'aquesta qualitat de comportament, segmentar el mercat per dirigir-se als adolescents pot ser beneficiós per als especialistes en màrqueting que anuncien amb un enfocament emocional i de resposta ràpida.
Els especialistes en màrqueting utilitzen la segmentació i el posicionament per dividir el mercat i triar els segments que utilitzaran per posicionar-se per orientar estratègicament el seu anunci. L'ús de les diferències neurològiques entre gèneres pot alterar el mercat i el segment objectiu. La investigació ha demostrat que les diferències estructurals entre el cervell masculí i femení tenen una forta influència en les seves respectives decisions com a consumidors.

## Estudis i efectivitat
Els estudis que s'han fet sobre l'efectivitat del neuromàrqueting mostren, en general, que els resultats obtinguts amb tècniques convencionals i els obtinguts amb aquestes noves tècniques són bastant semblants. No obstant això, quan la pregunta o l'anunci mostrat toca un tema sensible que pot fer que la persona doni respostes falses (per omissió o per vergonya), el neuromàrqueting pot obtenir directament respostes neurofisiològiques dels entrevistats, per la qual cosa és l'única metodologia que realment aconsegueix respostes fiables. Es pot dir que ja és possible «llegir la ment» de la persona analitzada.
Les tècniques del neuromàrqueting també permeten obtenir informació sobre els processos mentals que no percebem de manera conscient, i que per això és impossible que plasmem en una enquesta. De fet, es calcula que un 85% de les nostres decisions les prenem de forma subconscient.
Existeixen professionals del màrqueting que es basen en les investigacions cerebrals sobre els nens per tal d'assessorar les empreses en la creació de les campanyes publicitàries i el procés de disseny del producte. Un d'aquests professionals és Dan Acuff, autor del llibre "Why Kids Buy and Why", on explica les claus de la psicologia i la neurologia aplicades al màrqueting per infants, i que ha tingut molta repercussió en el sector.
Robert Reither, psicòleg especialitzat en mitjans de comunicació que ha col·laborat amb Dan Acuff en diverses ocasions, expressa que està preocupat perquè la publicitat sigui capaç de manipular el mecanisme d'atenció dels espectadors, activant el cervell mitjà emocional i els centres de reacció instictiva. Això fa més difícil que el consumidor tingui un pensament crític i un raonament eficaç mentre està veient un anunci, per la qual cosa costa resistir-s'hi. Això, sumat a la vulnerabilitat pròpia dels infants, pot incidir negativament en el seu desenvolupament cerebral, fent que aquests quedin ancorats en el pensament emocional i instintiu, en comptes de desenvolupar plenament el pensament racional i lògic.

## Crítica
Moltes de les afirmacions de les companyies que venen serveis de neuromàrqueting no es basen en la neurociència real i han estat desmentides com a bombo publicitari, i han estat descrites com a part d'una moda de "neurocientificisme" pseudocientífic en la cultura popular.Joseph Turow, professor de comunicacions de la Universitat de Pensilvània, rebutja el neuromàrqueting com una altra reencarnació dels intents dels anunciants de trobar enfocaments no tradicionals per reunir l'opinió dels consumidors. "Siempre ha habido un santo grial en la publicidad para tratar de llegar a la gente de una manera hipodérmica. Muchas empresas y empresas de investigación están subiéndose al tren del neuromarketing, porque están desesperados por cualquier nueva técnica para ayudarles a romper a través de todo el desorden de la comercialización. Es más sobre la naturaleza de la industria y la ansiedad que enturbia el sistema que sobre cualquier otra cosa.. "
Algunes organitzacions de defensa dels consumidors, com el Centre per a la Democràcia Digital, han criticat la tecnologia potencialment invasiva del neuromàrqueting. Jeff Chester, director executiu de l'organització, afirma que el neuromàrqueting "està tenint un efecte en les persones del qual els individus no estan informats". A més, afirma que tot i que històricament no s'ha regulat la publicitat d'adults perquè els adults tenen mecanismes de defensa per discernir el que és veritat i fals, que ara hauria de ser regulat "si la publicitat està ara intencionalment dissenyada per passar per alt aquestes defenses racionals . . . protegir el discurs publicitari al mercat ha de ser qüestionat. "
Encara i així, els defensors argumenten que la societat es beneficia de les innovacions del neuromàrqueting. El neurobiòleg alemany Kai-Markus Müller promou una variant del neuromàrqueting, "neurofixació de preus", que utilitza dades d'exploracions cerebrals per ajudar les empreses a identificar els preus més alts que pagaran els consumidors. Müller diu que "tothom guanya amb aquest mètode", perquè els preus provats pel cervell permeten a les empreses augmentar els beneficis, augmentant així les perspectives de supervivència durant la recessió econòmica.
Més enllà del neuromàrqueting entès de forma àmplia com la intersecció entre la neurociència i neuroeconomia és interessant entendre-ho com un nou camp d'aplicació s'està realment aplicant a dia d'avui i proposa futures d'investigació en el curt i mitjà termini.

## Limitacions
El neuromàrqueting no substitueix els mètodes de màrqueting tradicionals, sinó més aviat un camp que s'utilitza juntament amb els mètodes tradicionals per obtenir una imatge més clara del perfil d'un consumidor. El neuromàrqueting proporciona informació sobre les decisions implícites d'un consumidor, però continua sent important conèixer les decisions explícites i les atraccions d'aquests.
Per executar una investigació de mercat completa, és necessari l'ús de neuromàrqueting i experiments de màrqueting tradicionals. Com que els investigadors saben que els clients diuen el que pensen que haurien de dir, no el que senten, es realitzarà un estudi precís en dos passos: 1. comprendre què és el que impulsa l'atenció, les emocions i els records dels clients cap a la marca o el producte, utilitzant metodologies de neuromàrqueting. 2. realitzar investigacions de màrqueting convencionals, com grups focals, per establir la barreja de màrqueting.
El neuromàrqueting també està limitat pels alts costos de realitzar una investigació. La recerca requereix una varietat de tecnologies com fMRI, EEG, biometria, codificació facial i seguiment ocular per aprendre com els consumidors responen i se senten als estímuls. No obstant això, el cost de llogar o posseir aquestes tecnologies i, fins i tot, la necessitat d'un laboratori per operar les tecnologies esmentades anteriorment pot arribar a ser massa elevat.